# Inginerie energetică
Inginerie energetică este un domeniu larg de inginerie care se ocupă cu eficiență energetică, serviciile energetice, centrale energetice, respectarea legislației de mediu și tehnologii energetice alternative. Domeniul  ingineriei energetice combină aspecte selective din domeniile ingineriei chimice, mecanice și electrice.
Tehnologiile energetice se referă la cunoștințele și abilitățile de utilizare necesare pentru conversia, producția, transferul, distribuirea și consumul de energie. Acest lucru duce la stăpânirea tehnologiei bazate pe legile naturii, ca atare diferitele forme de energie pot fi folosite pentru a servi nevoile omenirii în așa fel ca natura să fie cât mai puțin afectată.
Unul din fondatorii învățământului în domeniul ingineriei energetice în România este Martin Bercovici.